# Xerotricha corderoi
Xerotricha corderoi là một loài ốc cạn thân mềm hô hấp trực tiếp thuộc họ Geomitridae.

## Phân bố

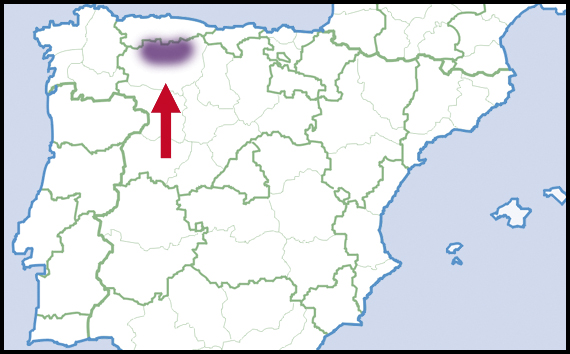
Distribution

Đây là loài đặc hữu của Tây Ban Nha, được ghi nhận ở vùng núi của tỉnh Asturias và tỉnh León.